# Vamos a contar mentiras (película)
Vamos a contar mentiras es una película española de comedia estrenada en 1962, dirigida por Antonio Isasi-Isasmendi y protagonizada en los papeles principales por Juanjo Menéndez, Amparo Soler Leal y José Luis López Vázquez.
La película es una adaptación cinematográfica de la obra de teatro homónima escrita por Alfonso Paso en 1961.

## Sinopsis
Julia es una mujer felizmente casada que vive en un constante estado de aburrimiento, lo que la lleva a imaginarse en situaciones falsas para entretenerse. Su marido Carlos le reprocha que siempre está desocupada, lo que hace surgir en ella la necesidad de mentir de forma compulsiva. Un día, la criada Elisa abre la puerta a su novio que, acompañado de su socio, pretende robar en la casa. Julia pide ayuda, pero dada su afición a mentir, nadie cree que lo que dice sea cierto.

## Reparto
- Juanjo Menéndez como Carlos Poveda
- Amparo Soler Leal como Julia
- José Luis López Vázquez como Lorenzo
- José Bódalo como Juan
- Luis Torner como Lorenzo Bermés "El Tato"
- Laly Soldevila como Elisa
- Gracita Morales como Luisita, novia de Lorenzo
- Guadalupe Muñoz Sampedro como Doña Rosa, vecina de Carlos y Julia
- Gustavo Re como Pepe Barrios, médico psiquiatra
- Antonio Riquelme como	Sacerdote
- Xan das Bolas como	Sacerdote
- Carola Fernán Gómez como Madre de Julia
- Alicia Hermida
- Emilia Zambrana
- José Isbert como Bombero Saturnino
- Manolo Morán como Bombero
- Milagros Leal